# Breznica (Horvátország)
Breznica falu és község Horvátországban Varasd megyében. Közigazgatásilag Bisag, Borenec, Čret Bisaški, Drašković, Jales Breznički, Jarek Bisaški, Mirkovec Breznički, Podvorec és Tkalec települések tartoznak hozzá.

## Fekvése
Varasdtól 27 km-re délre, a Lónya-folyó partján, az A4-es autópálya mellett fekszik.

## Története
A település a középkorban a grebenvári uradalomhoz tartozott. Neve "Breznicha" alakban szerepel az uradalom 1399-es birtokmegosztási egyezségben. 1445-től 1456-ig az egész Zagorjéval együtt a Cillei család birtoka, majd Vitovec János horvát báné lett, akitől Hunyadi Mátyás hűtlenség címén elvette. Ezután a századfordulóig Corvin Jánosé volt. 
1857-ben 414, 1910-ben 1115 lakosa volt. 1920-ig Varasd vármegye Novi Marofi járásához tartozott. 2001-ben  891 lakosa volt.

## Híres emberek
Itt született 1856. február 11-én Antun Bauer zágrábi érsek.

## Külső hivatkozások
- Hivatalos oldal
- A bisagi plébánia honlapja
- Várromok az Ivánscsica hegység délkeleti lejtőin